# Anna Erschler
Anna Gennadievna Erschler, nascida Dyubina (em russo:  Анна Геннадьевна Эршлер; 14 de fevereiro de 1977), matemática russa que trabalha na França.
Erschler estudou matemática a partir de 1994 na Universidade Estatal de São Petersburgo com o diploma em 1999 e depois até 2000 na Universidade de Tel Aviv. obteve um doutorado em 2001 na Universidade Estatal de São Petersburgo, orientada por Anatoly Vershik, com a tese Geometric and probabilistic properties of wreath products.. Esteve no pós-doutorado em 2001/2002 no Instituto de Matemática Steklov em São Petersburgo e em 2002/2003 no Institut des Hautes Études Scientifiques (IHÉS) em Paris e no Institut de recherche mathématique de Rennes. Pesquisa desde 2003 para o Centre national de la recherche scientifique (CNRS) inicialmente como Chargé de Recherche na Université Lille Nord de France e a partir de 2006 na Universidade Paris-Sul em Orsay, a partir de 2013 como diretora de pesquisas do CNRS. Desde 2014 tem a mesma função na École normale supérieure (DMA, Département de mathématiques et applications).
Recebeu o Prêmio Élie Cartan de 2015. Foi palestrante convidada do Congresso Internacional de Matemáticos em Hyderabad (2010: 'Poisson-Furstenberg boundaries, large-scale geometry and growth of groups.

## Publicações
- Boundary behaviour for groups of subexponential growth, Annals of Mathematics, Volume 160, 2004, p. 1183–1210
- On drift and entropy growth for random walks on groups, Annals of Probability, Volume 31, 2003, 1193–1204
- On the geometry of infinite cyclic subgroups, Israel J. of Math., Volume 132, 2002, 373–380 (publicado como Anna Erschler-Dyubina)